# Puchar Kontynentalny w skokach narciarskich 2002/2003
Puchar Kontynentalny w skokach narciarskich 2002/2003 – rozpoczął się 14 grudnia 2002 w Lahti na skoczni Salpausselkä. Zakończył się 16 marca 2003 w norweskim Strynie na skoczni Bjørkelibakken. W ramach cyklu rozegrano 35 konkursów. Pierwotnie cykl miał się rozpocząć 7 grudnia 2002 w Oberwiesenthal jednak z powodu braku śniegu odwołano konkursy. Konkurs zaplanowany w Schönwaldzie został przeniesiony do Titisee-Neustadt, natomiast w Ishpeming odbył się konkurs w zastępstwie za Iron Mountain.
Zwycięzcą cyklu został Austriak Stefan Thurnbichler, uzyskując 1252 pkt. O 294 pkt. wyprzedził drugiego w klasyfikacji Mortena Solema. Michael Möllinger (wówczas reprezentant Niemiec) uplasował się na trzecim miejscu. Najlepsze miejsce spośród Polaków zajął Robert Mateja, który zdobywając 299 pkt. zajął 22. miejsce. Punkty do klasyfikacji Pucharu Kontynentalnego w sezonie 2002/2003 zdobywało łącznie 13 reprezentantów Polski.

## Kalendarz i wyniki
| Lp.                                           | Data                                          | Miejscowość                                   | Skocznia                                      | Punkt K                                       | Uwagi                                         | 1. miejsce               | 2. miejsce                         | 3. miejsce                                 |
| --------------------------------------------- | --------------------------------------------- | --------------------------------------------- | --------------------------------------------- | --------------------------------------------- | --------------------------------------------- | ------------------------ | ---------------------------------- | ------------------------------------------ |
|                                               | 7 grudnia 2002                                | Oberwiesenthal                                | Fichtelbergschanzen                           | K-90                                          |                                               | odwołany                 | odwołany                           | odwołany                                   |
| 8 grudnia 2002                                | odwołany                                      | odwołany                                      | odwołany                                      | K-90                                          |                                               |                          |                                    |                                            |
| 1.                                            | 14 grudnia 2002                               | Lahti                                         | Salpausselkä                                  | K-116                                         | -                                             | Mathias Hafele           | Thomas Morgenstern                 | Lars Bystøl Anders Bardal                  |
| 2.                                            | 15 grudnia 2002                               | Lahti                                         | Salpausselkä                                  | K-116                                         | -                                             | Thomas Morgenstern       | Mathias Hafele                     | Christian Nagiller                         |
| 3.                                            | 21 grudnia 2002                               | Liberec                                       | Ještěd                                        | K-120                                         | -                                             | Thomas Morgenstern       | Lars Bystøl                        | Jakub Janda                                |
| 4.                                            | 22 grudnia 2002                               | Liberec                                       | Ještěd                                        | K-120                                         | -                                             | Thomas Morgenstern       | Jakub Janda                        | Anders Bardal                              |
| 5.                                            | 26 grudnia 2002                               | Sankt Moritz                                  | Olympiaschanze                                | K-95                                          | -                                             | Bastian Kaltenböck       | Stefan Thurnbichler                | Stefan Kaiser                              |
| 6.                                            | 28 grudnia 2002                               | Engelberg                                     | Gross-Titlis-Schanze                          | K-120                                         | -                                             | Stefan Thurnbichler      | Christian Nagiller                 | Emmanuel Chedal                            |
| 7.                                            | 1 stycznia 2003                               | Seefeld                                       | Toni-Seelos-Olympiaschanze                    | K-90                                          | -                                             | Christian Nagiller       | Reinhard Schwarzenberger           | Wolfgang Loitzl                            |
| 8.                                            | 4 stycznia 2003                               | Bischofshofen                                 | Paul-Ausserleitner-Schanze                    | K-120                                         | -                                             | Jussi Hautamäki          | Risto Jussilainen Michael Neumayer | –                                          |
|                                               | 10 stycznia 2003                              | Tarvisio                                      | Trampolino Fratelli Nogara                    | K-90                                          | -                                             | odwołany                 | odwołany                           | odwołany                                   |
| 9.                                            | 10 stycznia 2003                              | Sapporo                                       | Miyanomori                                    | K-90                                          | -                                             | Morten Solem             | Ferdinand Bader                    | Shingo Ueno                                |
| 10.                                           | 11 stycznia 2003                              | Sapporo                                       | Ōkurayama                                     | K-120                                         | -                                             | Hideharu Miyahira        | Pekka Salminen                     | Akira Higashi                              |
| 11.                                           | 11 stycznia 2003                              | Planica                                       | Srednija Velikanka                            | K-90                                          | -                                             | Christian Nagiller       | Kai Bracht                         | Stefan Thurnbichler Jure Bogataj           |
| 12.                                           | 12 stycznia 2003                              | Sapporo                                       | Ōkurayama                                     | K-120                                         | -                                             | Hideharu Miyahira        | Pekka Salminen                     | Noriaki Kasai                              |
| 13.                                           | 12 stycznia 2003                              | Planica                                       | Srednija Velikanka                            | K-90                                          | -                                             | Christian Nagiller       | Stefan Thurnbichler Janne Happonen | -                                          |
|                                               | 14 stycznia 2003                              | Ramsau                                        | Mattensprunganlage                            | K-90                                          | -                                             | odwołany                 | odwołany                           | odwołany                                   |
| 15 stycznia 2003                              | odwołany                                      | odwołany                                      | odwołany                                      | K-90                                          | -                                             |                          |                                    |                                            |
| 14.                                           | 25 stycznia 2003                              | Titisee-Neustadt                              | Hochfirstschanze                              | K-120                                         | TSch                                          | Christof Duffner         | Daniel Forfang                     | Kai Bracht                                 |
| 15.                                           | 26 stycznia 2003                              | Titisee-Neustadt                              | Hochfirstschanze                              | K-120                                         | TSch                                          | Robert Mateja            | Igor Medved                        | Daniel Forfang                             |
| Turniej Schwarzwaldzki – klasyfikacja końcowa | Turniej Schwarzwaldzki – klasyfikacja końcowa | Turniej Schwarzwaldzki – klasyfikacja końcowa | Turniej Schwarzwaldzki – klasyfikacja końcowa | Turniej Schwarzwaldzki – klasyfikacja końcowa | Turniej Schwarzwaldzki – klasyfikacja końcowa | Robert Mateja            | Daniel Forfang                     | Igor Medved                                |
| 16.                                           | 1 lutego 2003                                 | Braunlage                                     | Wurmbergschanze                               | K-90                                          | -                                             | Michael Möllinger        | Morten Solem                       | Balthasar Schneider                        |
| 17.                                           | 2 lutego 2003                                 | Braunlage                                     | Wurmbergschanze                               | K-90                                          | -                                             | Morten Solem             | Bine Zupan                         | Stefan Thurnbichler                        |
| 18.                                           | 5 lutego 2003                                 | Willingen                                     | Mühlenkopfschanze                             | K-120                                         | -                                             | Michael Möllinger        | Stefan Thurnbichler                | Maximilian Mechler                         |
| 19.                                           | 8 lutego 2003                                 | Zakopane                                      | Wielka Krokiew                                | K-120                                         | -                                             | Daniel Forfang           | Jure Radelj                        | Robert Mateja                              |
| 20.                                           | 9 lutego 2003                                 | Zakopane                                      | Wielka Krokiew                                | K-120                                         | -                                             | Daniel Forfang           | Stefan Thurnbichler                | Robert Mateja                              |
| 21.                                           | 15 lutego 2003                                | Eisenerz                                      | Erzbergschanzen                               | K-90                                          | -                                             | Reinhard Schwarzenberger | Mathias Hafele                     | Frank Ludwig                               |
| 22.                                           | 16 lutego 2003                                | Eisenerz                                      | Erzbergschanzen                               | K-90                                          | -                                             | Stefan Thurnbichler      | Frank Ludwig                       | Jure Radelj                                |
|                                               | 15 lutego 2003                                | Westby                                        | Snowflake                                     | K-106                                         | -                                             | odwołany                 | odwołany                           | odwołany                                   |
| 23.                                           | 16 lutego 2003                                | Westby                                        | Snowflake                                     | K-106                                         | -                                             | Ferdinand Bader          | Bernhard Metzler                   | Markus Eigentler                           |
| 24.                                           | 21 lutego 2003                                | Brotterode                                    | Inselbergschanze                              | K-98                                          | -                                             | Janne Happonen           | Stefan Thurnbichler                | Michael Neumayer                           |
| 25.                                           | 22 lutego 2003                                | Brotterode                                    | Inselbergschanze                              | K-98                                          | -                                             | Janne Happonen           | Jörg Ritzerfeld                    | Daniel Forfang                             |
|                                               | 22 lutego 2003                                | Iron Mountain                                 | Pine Mountain                                 | K-120                                         | -                                             | odwołany                 | odwołany                           | odwołany                                   |
| 23 lutego 2003                                | odwołany                                      | odwołany                                      | odwołany                                      | K-120                                         | -                                             |                          |                                    |                                            |
| 26.                                           | 23 lutego 2003                                | Lauscha                                       | Marktiegelschanze                             | K-92                                          | -                                             | Reinhard Schwarzenberger | Michael Neumayer                   | Daniel Forfang Morten Solem Janne Happonen |
| 27.                                           | 28 lutego 2003                                | Ishpeming                                     | Suicide Hill                                  | K-90                                          | [ b ]                                         | Kai Bracht               | Ferdinand Bader                    | Lauri Hakola                               |
| 28.                                           | 1 marca 2003                                  | Ruhpolding                                    | Große Zirmbergschanze                         | K-115                                         | -                                             | Stefan Thurnbichler      | Michael Neumayer                   | Bastian Kaltenböck                         |
| 29.                                           | 1 marca 2003                                  | Ishpeming                                     | Suicide Hill                                  | K-90                                          | -                                             | Roland Audenrieth        | Kai Bracht                         | Ferdinand Bader                            |
| 30.                                           | 2 marca 2003                                  | Ruhpolding                                    | Große Zirmbergschanze                         | K-115                                         | -                                             | Stefan Thurnbichler      | Reinhard Schwarzenberger           | Morten Solem                               |
| 31.                                           | 2 marca 2003                                  | Ishpeming                                     | Suicide Hill                                  | K-90                                          | [ c ]                                         | Ferdinand Bader          | Juha-Matti Ruuskanen               | Lauri Hakola                               |
|                                               | 8 marca 2003                                  | Ruka                                          | Rukatunturi                                   | K-120                                         | -                                             | odwołany                 | odwołany                           | odwołany                                   |
| 9 marca 2003                                  | odwołany                                      | odwołany                                      | odwołany                                      | K-120                                         | -                                             |                          |                                    |                                            |
| 32.                                           | 12 marca 2003                                 | Zaō                                           | Yamagata                                      | K-90                                          | -                                             | Akira Higashi            | Thomas Lobben                      | Takanobu Okabe                             |
| 33.                                           | 13 marca 2003                                 | Zaō                                           | Yamagata                                      | K-90                                          | -                                             | Yūsuke Kaneko            | Jim Denney                         | Hiroki Yamada                              |
| 34.                                           | 15 marca 2003                                 | Stryn                                         | Bjørkelibakken                                | K-90                                          | -                                             | Morten Solem             | Michael Möllinger                  | Markus Eigentler                           |
| 35.                                           | 16 marca 2003                                 | Stryn                                         | Bjørkelibakken                                | K-90                                          | -                                             | Morten Solem             | Ferdinand Bader                    | Michael Möllinger                          |

## Klasyfikacja generalna
| Miejsce | Zawodnik                 | Występy | Punkty |
| ------- | ------------------------ | ------- | ------ |
| 1.      | Stefan Thurnbichler      | 21      | 1252   |
| 2.      | Morten Solem             | 21      | 958    |
| 3.      | Michael Möllinger        | 24      | 829    |
| 4.      | Ferdinand Bader          | 18      | 813    |
| 5.      | Daniel Forfang           | 18      | 804    |
| 6.      | Bastian Kaltenböck       | 26      | 747    |
| 7.      | Kai Bracht               | 16      | 621    |
| 8.      | Bernhard Metzler         | 19      | 605    |
| 9.      | Christian Nagiller       | 10      | 593    |
| 10.     | Wolfgang Loitzl          | 21      | 523    |
| 11.     | Frank Ludwig             | 23      | 522    |
| 12.     | Reinhard Schwarzenberger | 8       | 518    |
| 13.     | Balthasar Schneider      | 21      | 489    |
| 14.     | Jure Radelj              | 21      | 448    |
| 15.     | Mathias Hafele           | 18      | 444    |
| 16.     | Janne Happonen           | 7       | 423    |
| 17.     | Michael Neumayer         | 7       | 400    |
| 18.     | Alexander Herr           | 14      | 380    |
| 18.     | Thomas Morgenstern       | 4       | 380    |
| 20.     | Pekka Salminen           | 9       | 311    |
| 21.     | Jörg Ritzerfeld          | 10      | 305    |
| 22.     | Robert Mateja            | 6       | 299    |
| 23.     | Olav Magne Dønnem        | 20      | 285    |
| 24.     | Lauri Hakola             | 11      | 281    |
| 25.     | Roland Audenrieth        | 13      | 276    |
| 26.     | Håvard Lie               | 13      | 263    |
| 27.     | Juha-Matti Ruuskanen     | 13      | 261    |
| 28.     | Stefan Kaiser            | 17      | 255    |
| 29.     | Yusuke Kaneko            | 5       | 250    |
| 30.     | Stephan Hocke            | 10      | 244    |
| ...     |                          |         |        |